# Monumento a las Banderas (Bogotá)

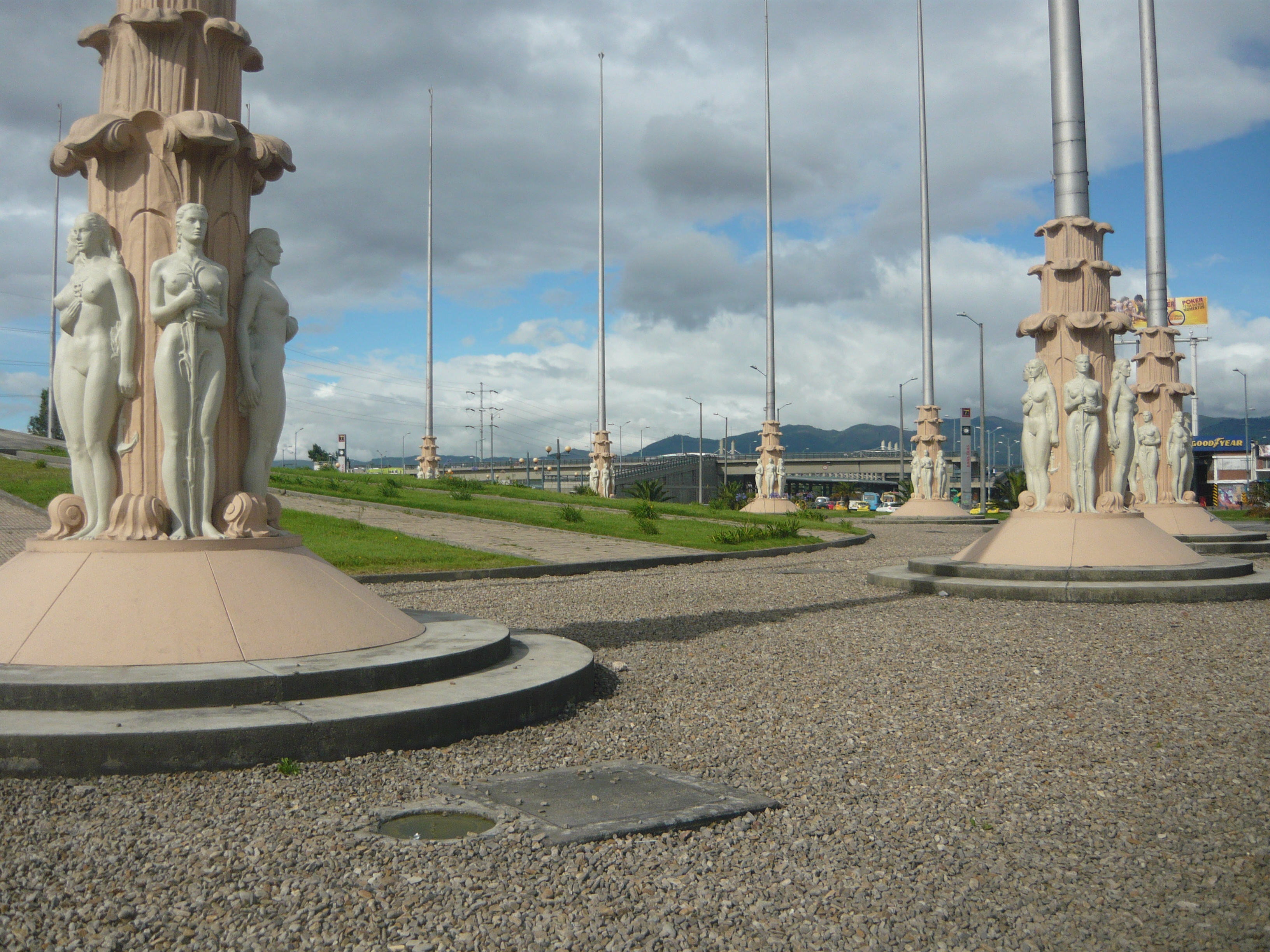
Monumento a las Banderas.

El Monumento a las Banderas es una serie de 120 esculturas femeninas en Bogotá, capital de Colombia, construidas en las inmediaciones del antiguo Aeropuerto de Techo de la ciudad. El autor fue el escultor bogotano Alonso Neira Martínez.

## Características
El monumento consta de 120 estatuas de mujeres, emplazadas en 20 columnas y que acompañan un asta central. Fue construido en 1948, con motivo de la IX Conferencia Panamericana, la cual dio lugar a la creación de la Organización de los Estados Americanos (OEA).
Las esculturas que se encuentran en la base de las 20 astas son representaciones femeninas con elementos iconográficos que representan las Artes, la Ingeniería, la Electricidad, la Justicia, la Agricultura y la Medicina. Además, las figuras están acompañadas por follajes que cubren las bases.
El conjunto escultórico está realizado con una técnica de moldeado con concreto armado.
Banderas se encuentra ubicado cerca al corazón de la localidad bogotana de Kennedy, rodeado por la Avenida de Las Américas. Es, a su vez, una glorieta. De igual manera, esa vía cuenta con el servicio de TransMilenio desde 2003, con la estación intermedia Banderas. 
A mediados de 2009 fue sometido a un proceso de mejoramiento estructural cada una de las columnas, y por algún tiempo, las astas tuvieron nuevamente las banderas de los países de la Conferencia Panamericana de 1948.
En 2020, el conjunto escultórico fue intervenido en un proyecto de restauración que duró aproximadamente seis meses. Se recuperaron las facciones de las estatuas, se eliminaron los grafitis y se estabilizaron los elementos metálicos.